# Lijst van officiële talen
Dit is een lijst van talen die als officiële taal gebruikt worden in een land of regio.
Tussen haakjes staan de aantallen moedertaalsprekers. Dat aantal is dus niet per se hetzelfde als het aantal moedertaalsprekers dat in een land woont, waar het ook de officiële taal is.
Afrikaans (6,5 miljoen)
- Zuid-Afrika
- Namibië

Albanees (6 miljoen)
- Albanië
- Noord-Macedonië (in gebieden aan de grens met Albanië met meer dan 30% Albanezen)
- Kosovo
- Montenegro (in Ulcinji)

Arabisch (380 miljoen)
- Algerije
- Bahrein
- Comoren
- Djibouti
- Egypte
- Eritrea
- Irak
- Israël
- Jemen
- Jordanië
- Koeweit
- Libanon
- Libië
- Marokko
- Mauritanië
- Oman
- Palestina
- Qatar
- Saoedi-Arabië
- Soedan
- Somalië
- Syrië
- Tsjaad
- Tunesië
- Verenigde Arabische Emiraten

Armeens
- Armenië
- Nagorno-Karabach

Assamees (20 miljoen)
- India

Aymara (1,75 miljoen)
- Bolivia
- Peru

Azerbeidzjaans (23 tot 30 miljoen)
- Azerbeidzjan

Bengaals
- Bangladesh

Bislama (6.200)
- Vanuatu

Bosnisch (5,5 miljoen)
- Bosnië en Herzegovina

Bulgaars
- Bulgarije

Catalaans (9 tot 10 miljoen)
- Andorra
- Spanje (Catalonië)

Chinees
- China
- Taiwan
- Maleisië
- Singapore

Dari
- Afghanistan

Deens
- Denemarken

Divehi (300.000)
- Maldiven

Duits
- België (in de Duitstalige Gemeenschap)
- Duitsland
- Liechtenstein
- Luxemburg
- Oostenrijk

- Zwitserland (in de kantons Aargau, Appenzell Ausserrhoden, Appenzell Innerrhoden, Basel-Landschaft, Bazel-Stad, Bern, Fribourg, Glarus, Graubünden, Luzern, Nidwalden, Obwalden, Sankt Gallen, Schaffhausen, Schwyz, Solothurn, Thurgau, Uri, Wallis, Zug en Zürich)

Dzongkha
- Bhutan

Engels
- Australië
- Bahama's
- Belize (land)
- Botswana
- Canada (niet in alle provincies)
- China (in Hongkong)
- Fiji
- Filipijnen
- Gambia
- Ghana
- Guyana
- Ierland (officieel ná Iers)
- India
- Kameroen
- Kenia
- Kiribati
- Liberia
- Maleisië
- Namibië
- Nederland (op Sint Eustatius en Saba)
- Nieuw-Zeeland
- Nigeria
- Pakistan
- Papoea-Nieuw-Guinea
- Rwanda
- Singapore
- Sint Maarten
- Trinidad en Tobago
- Oeganda

- In het Verenigd Koninkrijk is Engels niet officieel aangesteld.
- Verenigde Staten (in de staten Alabama, Arkansas, Californië, Colorado, Florida, Georgia, Hawaï, Illinois, Indiana, Iowa, Kentucky, Louisiana, Massachusetts, Mississippi, Missouri, Montana, Nebraska, New Hampshire, New Mexico, South Carolina, South Dakota, Utah, Virginia, West Virginia en Wyoming. In de overige staten is Engels niet officieel aangesteld)

- Zambia
- Zuid-Afrika

Estisch
- Estland

Fijisch
- Fiji

Fijisch Hindi
- Fiji

Filipijns
- Filipijnen

Fins
- Finland

Frans
- België (in Wallonië en het Brussels Hoofdstedelijk Gewest)
- Burkina Faso
- Burundi
- Canada (niet in alle provincies, voornamelijk in Quebec)
- Centraal-Afrikaanse Republiek
- Comoren
- Congo-Brazzaville
- Congo-Kinshasa
- Djibouti
- Equatoriaal-Guinea
- Frankrijk
- Gabon
- Guinee
- Haïti
- Ivoorkust
- Kameroen
- Luxemburg
- Madagaskar
- Mali
- Marokko
- Mauritius
- Monaco
- Rwanda
- Senegal
- Seychellen
- Togo
- Tsjaad
- Vanuatu
- Verenigde Staten (in Louisiana)
- Zwitserland (in de kantons Bern, Fribourg, Genève, Jura, Neuchâtel, Vaud en Wallis)

Fries
- Duitsland in Noord-Friesland (Noord-Fries) en Saterland (Saterfries)
- Nederland (in Friesland) (Westerlauwers Fries)

Georgisch
- Georgië

Grieks
- Cyprus (met uitzondering van Noord-Cyprus)
- Griekenland

Groenlands
- Denemarken (in/op Groenland)

Guaraní
- Paraguay

Haïtiaans-Creools
- Haïti (aldaar staat ook de taal als Haïti bekend)

Hawaïaans
- Verenigde Staten (in/op Hawaï)

Hebreeuws
- Israël

Hindoestaans (ook: Hindisch, Hindi)
- India
- Pakistan Urdu

Hiri Motu
- Papoea-Nieuw-Guinea

Hongaars
- Hongarije
- Servië (in Vojvodina)

Iers
- Ierland (eerste officiële taal, maar de bevolking spreekt vrijwel uitsluitend Engels)

IJslands
- IJsland

Italiaans
- Italië
- Kroatië (in Istrië)
- San Marino
- Slovenië (in Koper, Izola en Piran)
- Vaticaanstad
- Zwitserland (in de kantons Graubünden en Ticino)

Japans
- Japan
- Palau (in Angaur)

Kannada
- India

Kasjmiri
- India

Kazachs
- Kazachstan

Khmer
- Cambodja

Koreaans
- Noord-Korea
- Zuid-Korea

Koerdisch
- Irak

Kirgizisch
- Kirgizië

Kroatisch
- Bosnië en Herzegovina
- Kroatië

Laotiaans
- Laos

Latijn
- Vaticaanstad (niet als voertaal)

Lets
- Letland

Litouws
- Litouwen

Luxemburgs
- Luxemburg

Maori
- Nieuw-Zeeland

Macedonisch
- Noord-Macedonië

Maleis
- Brunei
- Maleisië
- Singapore

Nepalees
- Nepal

Nederlands
- Aruba
- België (in Vlaanderen en het Brussels Hoofdstedelijk Gewest)
- Curaçao
- Nederland
- Sint Maarten
- Suriname

Noors
- Noorwegen

Oekraïens
- Oekraïne

Papiaments
- Aruba
- Curaçao
- Nederland (op Bonaire)

Pasjtoe
- Afghanistan
- Pakistan (Peshawar)

Perzisch
- Iran

Pools
- Polen
- Tsjechië

Portugees
- Angola
- Brazilië
- China (in Macau)
- Guinee-Bissau
- Kaapverdië
- Mozambique
- Oost-Timor
- Portugal
- Sao Tomé en Principe

Reto-Romaans
- Zwitserland (in het kanton Graubünden)

Roemeens
- Moldavië
- Roemenië
- Servië (in Vojvodina)

Romani
- Noord-Macedonië (regionaal)
- Kosovo (regionaal)

Russisch
- Kazachstan
- Kirgizië
- Rusland
- Wit-Rusland

Servisch
- Bosnië en Herzegovina
- Montenegro
- Servië

Sloveens
- Slovenië

Slowaaks
- Servië (in Vojvodina)
- Slowakije

Spaans
- Argentinië
- Bolivia
- Chili
- Colombia
- Costa Rica
- Cuba
- Dominicaanse Republiek
- Ecuador
- El Salvador
- Equatoriaal-Guinea
- Guatemala
- Honduras
- Marokko (alleen in het noorden, Westelijke Sahara en de Spaanse enclaves)
- Mexico
- Nicaragua
- Panama
- Paraguay
- Peru
- Spanje
- Uruguay
- Venezuela
- Verenigde Staten (in New Mexico)

Thai
- Thailand

Tsjechisch
- Tsjechië

Turks
- Cyprus (in Noord-Cyprus)
- Turkije

Urdu
- Pakistan

Vietnamees
- Vietnam

Wit-Russisch
- Wit-Rusland

Zweeds
- Finland
- Zweden